# 新寨乡 (宕昌县)
新寨乡，是中华人民共和国甘肃省陇南市宕昌县下辖的一个乡镇级行政单位。

## 行政区划
新寨乡下辖以下地区：
沙坪村、新寨村、宋家山村、立志坝村、王家山村、范家那村、圈道村、明上湾村、普光寺村、许家村、秋林村、远巩村、任家沟村、何家村、瓦舍头村、新家石村、刘家石村、笆篱村、大院村、小庄村、李家石村、堡子村、姚道村和冯道村。